# Roberto Cuéllar
Roberto Cuéllar Bermal (Limache, 23 de marzo de 1940) es un abogado y político chileno. Se desempeñó como subsecretario de Obras Públicas, y ministro de Tierras y Colonización durante el gobierno del presidente Salvador Allende, 1970-1973.

## Biografía
Es abogado de la Universidad de Chile. Posee, además los grados académicos de licenciado en Educación (Universidad Tecnológica de Chile-INACAP, 2014) y magíster en psicología de la educación (Universidad de Santiago de Chile, 2016).
Fue uno de los fundadores del colegio Terra Nova en la comuna de La Reina, en Santiago de Chile, donde se ha desempeñado como rector.

### Trayectoria política
Fue militante de Acción Popular Independiente.
Al asumir el gobierno de Salvador Allende en noviembre de 1970, Cuéllar es designado como subsecretario de Obras Públicas, cargo que desempeña hasta marzo de 1973, mes en que es designado como ministro de Tierras y Colonización, ocupando dichas funciones hasta agosto de 1973. Durante el gobierno de Allende, se desempeñó además como consejero la Corporación de Fomento de la Producción (Corfo), de la Dirección General de Aeronáutica Civil (DGAC) y de la Dirección de Aprovisionamiento del Estado (DAE).

### Bandera superviviente

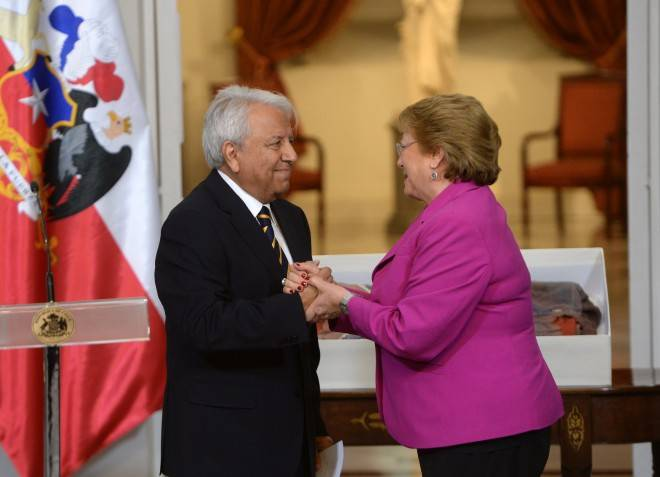
Cuéllar junto a Michelle Bachelet durante la entrega de bandera rescatada de La Moneda durante el golpe de Estado de 1973.

El 9 de diciembre de 2016, en una ceremonia realizada en el Palacio de La Moneda, Cuéllar entregó a la presidenta Michelle Bachelet la bandera rescatada del palacio tras el golpe de Estado del 11 de septiembre de 1973. El abogado recibió la bandera de manos de un apoderado que pidió reserva de su nombre. La mandataria entregó, acto seguido, la bandera al Museo de la Memoria y los Derechos Humanos.

Se trataría de un estandarte presidencial anterior al año 1967, ya que su escudo está pintado y el Decreto 1.534 del 12 de diciembre de 1967 establece que el escudo nacional debe ser bordado.

“Esta bandera, dañada por el uso, el paso del tiempo pero también por el incendio de La Moneda, fue custodiada por más de 40 años por una persona que, hace algún tiempo, la entregara al ex ministro de Tierras y Colonización del ex Presidente Salvador Allende, don Roberto Cuéllar”, señaló la Mandataria.
Nota periodística del portal del Gobierno de Chile, 9 de diciembre de 2016